# Heteria punctigera
Heteria punctigera là một loài ruồi trong họ Tachinidae.